# Дунавски княжества
Дунавски княжества (на румънски: Principatele Dunărene) е термин, въведен в употреба за означение на княжествата Влашко и Молдова, които са съществували в периода XIV – XIX век. Терминът е по-скоро в международна употреба, а в княжествата дълго време не се използва.
Първата му употреба е регистрирана в Хабсбургската Свещена Римска империя, за да се опишат с него двете княжества след подписването на Кючуккайнарджийския мирен договор от 1774 г.
В периода 1859 – 1861 г. Дунавските княжества се обединяват в едно обединено княжество Влахия и Молдавия, прераснало след независимостта си от 1877 – 1878 г. в Кралство Румъния (1881 г,).